# Station Rożki
Station Rożki is een spoorwegstation in de Poolse plaats Rożki.